# منوچهر میکده
منوچهر میکده (زاده ۱۵ اسفند ۱۳۱۵ در تبریز) نوازنده و ترانه‌سرای ایرانی است. طبع او در شعر و ترانه سرایی نیز در آثار خوانندگان بنامی چون محمد نوری نیز به چشم می‌خورد. آثار موسیقی وی به صورت مکتوب در نیامده و آنچه که از وی باقی است همان نواخته‌هایی است که ضبط و ثبت شده‌است.

## سبک
نوازندگی حسی و انعکاس ظرافتهای هنری در نواختن میکده چنان مختص به خود وی است که باعث شده نوازندگان دیگری هم که علاقه به ثبت آثار او داشته‌اند نتوانند اجرایی همپای وی ارائه دهند.
ضرب‌آهنگ یا ریتم، و همچنین تزئینهای پر ظرافت سریع و نزدیک به هم، مشخصه اصلی نوازندگی وی هستند. انتخاب نواهای ترکیبی او، نوعی انعکاس از تمامی نجواهایی است که در ارکستراسیون یک همنوایی چند نفره ممکن است به گوش برسد. به عبارتی آنچه او در آثارش نواخته، ترجمانی انفرادی از یک کار گروهی و چند نفره‌است. به همین دلیل است که در شنونده احساسی برای نیاز به همراهی سازهای دیگر شکل نمی‌گیرد، و نواخته‌ها را در نوع خود کامل و تمام می‌شوند.

## همنشینی با استادان موسیقی
میکده که در کودکی و نوجوانی و جوانی، همجوار و همنشین استادان بزرگ موسیقی ایران بوده، مجالی میابد تا طبع ظریف خود را در نوازندگی پرورش دهد و سبک خاصی را که نه تلفیق فنون گذشتگان، بلکه تکمیل و فراروی از آنان است ارائه کند. تزئینهای ریزی که وی در نواختن ارائه می‌کند گاهی یادآور شیرینیهای آثار استاد مرتضی محجوبی است. استاد بنان را تحسین می‌کرده و از وی می‌آموزد که تاثیر گذاشتن، ارزشی فراتر از برخ کشیدن توان است. و در تعبیر این آموخته انصافاً موفق بوده، چرا که اگرچه استادان فن به اتفاق نمی‌توانند هارمونیهایی را که او در همراهی متن اصلی موسیقی انتخاب می‌کند تائید کنند یا حتی آن را مطابق قواعد موسیقی بدانند، اما تسلیم تأثیرگذاری نواخته‌های میکده می‌شوند.

## آثار
نوازندگی پیانو در تصنیف نغمه ی عشق با صدای استاد بنان یکی از آثار ایشان است که بسیار شنیدنی است.